# P&S로보틱스
주식회사 P&S로보틱스(영어: P&S Robotics)는 대한민국의 보행 재활로봇 제조 기업이다.

## 역사
2003년 서울대학교 기계설계학과 학사, 카이스트 로봇공학 석박사, 카이스트 휴머이노드 로봇연구센터장 출신인 박 대표가 한국과학기술원(KIST)과 로봇 관련 사업을 진행하기 위해 설립하였다.
2025년 6월 9일, 사명을 P&S미캐닉스에서 P&S로보틱스로 변경하였다.

## 제품
대표 제품은 의료용 로봇보조 정형용 운동장치인 ‘워크봇(WALKBOT)’이다.